# 西藏独花报春
西藏独花报春（学名：Omphalogramma tibeticum），为报春花科独花报春属下的一个植物种。其种加词“tibeticum”意为“西藏的”。